# Cornelis Janssens van Ceulen
Cornelis Janssens van Ceulen, i England känd som Cornelius Johnson, men namnet uppträder även i många andra varianter, född (döpt 14 oktober) 1593 i London, död (begraven 5 augusti) 1661 i Utrecht, var en nederländsk målare.

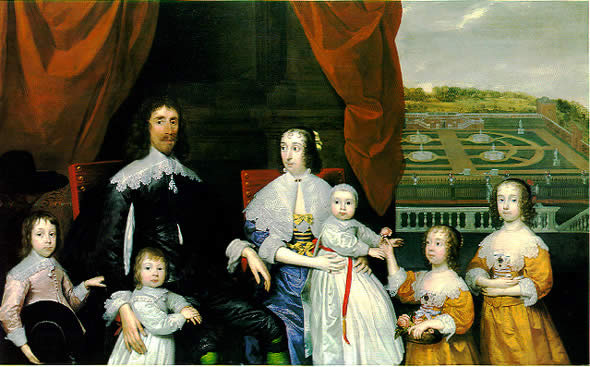
Arthur Capell, 1:e baron Capell tillsammans med sin familj, verk av Cornelis Janssens.

Janssens, som hade flamländska föräldrar, var verksam  som porträttmålare i sin födelsestad 1618-1643 och mottog där starka intryck av van Dyck. Senare arbetade han i Middelburg, Haag, Amsterdam och Utrecht. Allmännast förekommer hans porträttbilder i engelska samlingar, men de påträffas även i kontinentens gallerier. På det de geerska godset Leufsta i Uppland ses av hans hand tre signerade porträtt av medlemmar av den med ätten De Geer befryndade släkten Parmentier.